# Lotta ai XVII Giochi del Mediterraneo
I tornei di Lotta ai XVII Giochi del Mediterraneo si sono svolti dal 22 al 26 giugno 2013 presso il palasport CNR Yenişehir Exhibition Centre C Hall di Mersin in Turchia.
Ogni paese partecipante poteva iscrivere al massimo 1 concorrente per ogni categoria.

## Podi

### Uomini
| Evento                   | Oro                | Argento                 | Bronzo                           |
| Lotta greco-romana       |                    |                         |                                  |
| fino a 55 kg (dettagli)  | Haithem Mahmoud    | Fatih Üçüncü            | Fouad Fajari Federico Manea      |
| fino a 60 kg (dettagli)  | Mevlüt Arık        | Tarik Belmadani         | Mouatez Djedaiet Kristijan Fris  |
| fino a 66 kg (dettagli)  | Atakan Yüksel      | Aleksandar Maksimović   | Dominik Etlinger Artak Margaryan |
| fino a 74 kg (dettagli)  | Emrah Kuş          | Neven Žugaj             | Tarek Mohamed Steeve Guénot      |
| fino a 84 kg (dettagli)  | Selçuk Çebi        | Samba Diong             | Haikel Achouri Nenad Žugaj       |
| fino a 96 kg (dettagli)  | Mélonin Noumonvi   | Cenk İldem              | Daigoro Timoncini Ahmed Saad     |
| fino a 120 kg (dettagli) | Rıza Kayaalp       | Radhwen Chebbi          | Mohamed Mohamed Rocco Ficara     |
| Lotta libera             |                    |                         |                                  |
| fino a 55 kg (dettagli)  | Zoheir El Ouarraqe | Hafez Ibrahim           | Kalanidis Theoharis Ahmet Peker  |
| fino a 60 kg (dettagli)  | Erhan Bakır        | Hamza Fatah             | Ibrahim Mohamed Jasin Redjalari  |
| fino a 66 kg (dettagli)  | Mustafa Kaya       | Andreas Triantafyllidis | Dejan Mitrov Ayad Ibrahim        |
| fino a 74 kg (dettagli)  | Soner Demirtaş     | Abdou Ahmed             | Zaur Efendiev Luca Lampis        |
| fino a 84 kg (dettagli)  | Serdar Böke        | Dejan Bogdanov          | Xenidis Timofei Carmelo Lumia    |
| fino a 96 kg (dettagli)  | Rıza Yıldırım      | Rochdi Rhimi            | Stefano Trapani Egzon Shala      |
| fino a 120 kg (dettagli) | Taha Akgül         | Christos Nyfadopoulos   | Boban Danov Raja Alkrad          |

### Donne
| Evento                  | Oro                  | Argento       | Bronzo                           |
| Lotta libera            |                      |               |                                  |
| fino a 48 kg (dettagli) | Silvia Felice        | Sezer Sümeyye | Maroi Mezien                     |
| fino a 51 kg (dettagli) | Mélanie Lesaffre     | Burcu Kepiç   | Evdoxia Pavlidou Mona Elbasyouny |
| fino a 55 kg (dettagli) | Maria Prevolaraki    | Marwa Amri    | Aurélie Basset                   |
| fino a 59 kg (dettagli) | Hafize Şahin         | Youssef Hayat | Hela Riabi                       |
| fino a 63 kg (dettagli) | Elif Jale Yeşilırmak | Maria Diana   | Agoro Papavasileiou Irene Garcia |
| fino a 72 kg (dettagli) | Yasemin Adar         | Nadia Ahmed   | Aurora Fajardo                   |

## Medagliere
| Posizione | Paese     |    |    |    | Totale |
| --------- | --------- | -- | -- | -- | ------ |
| 1         | Turchia   | 14 | 4  | 1  | 19     |
| 2         | Francia   | 3  | 2  | 4  | 9      |
| 3         | Egitto    | 1  | 4  | 6  | 11     |
| 4         | Grecia    | 1  | 1  | 5  | 7      |
| 5         | Italia    | 1  | 1  | 5  | 7      |
| 6         | Tunisia   | 0  | 4  | 3  | 7      |
| 7         | Macedonia | 0  | 1  | 3  | 4      |
| 8         | Serbia    | 0  | 1  | 2  | 3      |
| 8         | Croazia   | 0  | 1  | 2  | 3      |
| 10        | Marocco   | 0  | 1  | 1  | 2      |
| 11        | Spagna    | 0  | 0  | 2  | 2      |
| 12        | Albania   | 0  | 0  | 1  | 1      |
| 12        | Algeria   | 0  | 0  | 1  | 1      |
| Totale    | Totale    | 20 | 20 | 36 | 76     |